# Sycacantha
Sycacantha är ett släkte av fjärilar. Sycacantha ingår i familjen vecklare.

## Dottertaxa tillSycacantha, i alfabetisk ordning[1]
- Sycacantha amphimorpha
- Sycacantha auriflora
- Sycacantha caryozona
- Sycacantha catharia
- Sycacantha celebensis
- Sycacantha choanantha
- Sycacantha cinerascens
- Sycacantha complicitana
- Sycacantha concentra
- Sycacantha conchifera
- Sycacantha crocamicta
- Sycacantha diatoma
- Sycacantha dissita
- Sycacantha elegans
- Sycacantha escharota
- Sycacantha exedra
- Sycacantha formosa
- Sycacantha hilarograpta
- Sycacantha homichlodes
- Sycacantha incondita
- Sycacantha inodes
- Sycacantha inopinata
- Sycacantha maior
- Sycacantha obtundana
- Sycacantha occulta
- Sycacantha ostracachtys
- Sycacantha perspicua
- Sycacantha potamographa
- Sycacantha praeclara
- Sycacantha quadrata
- Sycacantha rhodocroca
- Sycacantha rivulosa
- Sycacantha rotundata
- Sycacantha rubida
- Sycacantha rufescens
- Sycacantha rutila
- Sycacantha siamensis
- Sycacantha solemnis
- Sycacantha subiecta
- Sycacantha tapaenophyes
- Sycacantha thermographa
- Sycacantha tornophanes
- Sycacantha versicolor